# Pseudohynobius shuichengensis
Pseudohynobius shuichengensis е вид земноводно от семейство Hynobiidae. Видът е световно застрашен, със статут Уязвим.

## Разпространение
Разпространен е в Китай (Гуейджоу).